# Ceira rogatus
Ceira rogatus är en fjärilsart som beskrevs av Alexander Schintlmeister 1997. Ceira rogatus ingår i släktet Ceira och familjen tandspinnare. Inga underarter finns listade i Catalogue of Life.